# Nucleo operativo centrale di sicurezza
Il Nucleo operativo centrale di sicurezza (in acronimo NOCS) è un reparto speciale della Polizia di Stato italiana, per operazioni ad alto rischio, dipendente dalla Direzione centrale della polizia di prevenzione.
Nato nel 1978 per contrastare il terrorismo in Italia, si è specializzato in azioni quali liberazione di ostaggi, cattura di pericolosi criminali, servizi di sicurezza e scorta per alte cariche dello Stato.
I NOCS intervengono come unità d'assalto e sono denominate giornalisticamente teste di cuoio, analogamente al Gruppo Intervento Speciale dell'Arma dei Carabinieri, che dal 2004 è validata anche forza speciale.

## Storia
Per iniziativa del prefetto Emilio Santillo, nacque nel 1974, l'Ispettorato generale per l'azione contro il terrorismo (IGAT). Dopo il successo di alcune operazioni del GSG-9, le teste di cuoio tedesche, l'allora ministro dell'interno Francesco Cossiga il 24 ottobre 1977 emanò un decreto, con cui ordinò la creazione di UN.I.S., Unità di intervento speciale, per affiancare le investigazioni antiterrorismo, con azioni di "commando", da parte:
1. dei carabinieri, che attinsero dall'allora 1º Battaglione carabinieri paracadutisti "Tuscania";
2. della Polizia di Stato, che specializzò ulteriormente alcune unità create per appoggiare le azioni antiterrorismo, che organicamente furono inserite nell'UCIGOS.

I NOCS assursero alla ribalta della cronaca mondiale con l'operazione con la quale a Padova il 28 gennaio 1982  liberarono il generale James Lee Dozier sequestrato dalle Brigate Rosse. L'operazione fu condotta dal giovane capitano Edoardo Perna, allora vicecomandante del NOCS, che in soli cinquanta secondi e senza sparare un colpo liberò l'alto ufficiale statunitense già condannato a morte dai brigatisti. Il presidente americano Ronald Reagan volle congratularsi personalmente con Perna e gli conferì un'alta onorificenza. Seguirono negli anni altri interventi per la liberazione di sequestrati in mano alla criminalità comune. Si ricordano gli interventi nel corso dei sequestri di Dante Belardinelli nel 1989 (conflitto a fuoco con i rapitori) e Augusto De Megni nel 1991 (liberato l'ostaggio dai NOCS).
L'intervento nel sequestro di Giuseppe Soffiantini portò a un conflitto a fuoco il 17 ottobre 1997 tra i NOCS e i sequestratori nel corso del quale rimase ucciso l'ispettore Samuele Donatoni. Soffiantini fu poi rilasciato dai rapitori nel febbraio 1998.
Nel 2011 alcuni operatori dei NOCS sono stati posti sotto indagine , dopo la denuncia di abusi e sevizie, in un'inchiesta per omicidio colposo e falsa testimonianza sui membri del NOCS tendente anche a fare nuova luce sulla morte dell'ispettore del NOCS durante la liberazione di Soffiantini. Tale procedimento fu poi prescritto.
Nel 2001 aderisce all'Organizzazione Atlas dell'UE.
Dal 2015 il NOCS si occupa anche dell'addestramento delle Unità operative di primo intervento.
Nel 2017 viene rivelato che, per la prima volta, una donna è riuscita a superare le selezioni ed entrare nella sezione operativa, proveniente dalle Fiamme Oro, settore lotta libera.
Nella loro storia i NOCS hanno arrestato 237 ricercati e liberato 325 ostaggi.

## Organizzazione
Il corpo dipende dalla Divisione operazioni speciali della Direzione centrale della polizia di prevenzione e ha sede a Tor de' Cenci, vicino a Roma. Il comandante dipende direttamente dal direttore della DCPP e ha la qualifica di Primo Dirigente. Il comandante attuale è il Primo Dirigente Antonio Giralda Basile.
Il NOCS, composto da circa 140 elementi, è così articolato:
- segreteria di sicurezza, che ha il compito di provvedere agli aspetti amministrativi dell'attività del Nucleo;
- sezione di supporto operativo, che fornisce assistenza sul campo agli operatori e ha, tra i suoi componenti, anche alcune donne;
- sezione operativa, composta da:
  - un numero sconosciuto di Squadre Operative per le Azioni Speciali (SOAS) che, tra gli altri compiti, si occupa di operazioni di salvataggio ostaggi, riacquisizione di obiettivi in mano a commando di terroristi, cattura di pericolosi latitanti o di elementi che si sospettino essere armati e intenzionati a far uso della forza e supporto ai reparti territoriali della Polizia di Stato. Vi è sempre una squadra posta in costante stato di allerta per fronteggiare eventuali crisi con tempi di dispiegamento sensibilmente ridotti;
  - una squadra di protezione alla quale sono delegati i servizi di scorta VIP;
- una sezione sanitaria con il compito di tutelare e assistere gli operatori all'interno dei contesti operativi e le personalità ad altissimo rischio mediante il supporto medico avanzato in condizioni di emergenza tattica;
- un nucleo studi, che cura tutto il procedimento di selezione degli aspiranti operatori, l'addestramento e l'aggiornamento degli effettivi in forze presso il reparto, nonché lo sviluppo di nuove strategie d'intervento e la sperimentazione dei supporti tecnici da acquisire.

## Funzioni
- Liberazione di ostaggi e operazioni speciali
- Arresto di criminali pericolosi
- Supporto alle forze di polizia locali e collaborazione con loro
- Coordinamento con le autorità durante gli scambi ad alto rischio di prigionieri nazionali e internazionali
- Protezione dei capi di stato e di governo esteri durante le visite in Italia
- Protezione delle alte cariche governative e amministrative italiane ad alto rischio
- Addestrare personale delle unità di intervento delle forze di polizia ordinarie con tecniche avanzate
- Selezione, addestramento e crescita professionale per i membri del NOCS con seminari interni, unità partner o visite a strutture di addestramento internazionali [17]

## Reclutamento e formazione
I requisiti per essere ammesso nell'unità dei NOCS sono i seguenti:
- aver maturato almeno 2 anni di servizio nelle forze di polizia;
- avere meno di 31 anni;
- avere una vista di 10/10;
- essere in perfette condizioni psicofisiche.

Una volta certificati i requisiti, si procede con le prove fisiche. Esse prevedono:
- 5.000 metri nel tempo massimo di 20 minuti;
- 100 metri in 14 secondi;
- salto in lungo non inferiore a 4,5 metri;
- salto in alto non inferiore a 1,4 metri;
- salita con fune e pertica con le sole braccia;
- prova di acquaticità ed apnea.

Chi supera le prove fisiche, può frequentare il corso di operatore NOCS, che dura sei mesi.
L’ultimo step del corso base è l’addestramento nella base di Abbasanta, in Sardegna dove gli allievi effettuano addestramenti in mezzo alla campagna e sono osservati per l’equilibrio e le potenzialità su cui potranno specializzarsi. Superato questo step, si passa alle specializzazioni, le quali sono in totale 5:
- guastatore (entrata con gli esplosivi);
- tiratore scelto;
- cinofilo;
- sommozzatore;
- medica.

Tutto il personale operativo effettua l'addestramento al lancio con paracadute TCL, protezione personale, operazioni all'estero e scenari CBRN, mentre non tutti si addestrano per la disattivazione di ordigni esplosivi EOD.
I NOCS effettuano addestramenti congiunti con altri corpi speciali di polizia, tra cui l'Hostage Rescue Team del FBI, gli Yamam israeliani, i tedeschi del GSG-9 e del SEK, gli spagnoli del GEO, i francesi del RAID, i giapponesi del SAT e gli svizzeri del DEE10.

## La base
La base del NOCS è nel quartiere di Tor de' Cenci, poco fuori Roma. I NOCS la condividono con il centro polifunzionale per i concorsi e le visite mediche, situato al piano di sotto, e con dei gruppi sportivi delle Fiamme Oro che si addestrano nel centro sportivo.
Il complesso misura un ettaro di superficie, con un’area addestrativa dedicata dove vengono provate varie situazioni, dalle arrampicate alle irruzioni per salvare gli ostaggi. La parte centrale è adibita agli uffici, all’armeria e alle unità cinofile e, oltre la mensa, c’è un complesso con piscina, palestra e campo sportivo.

## Equipaggiamento

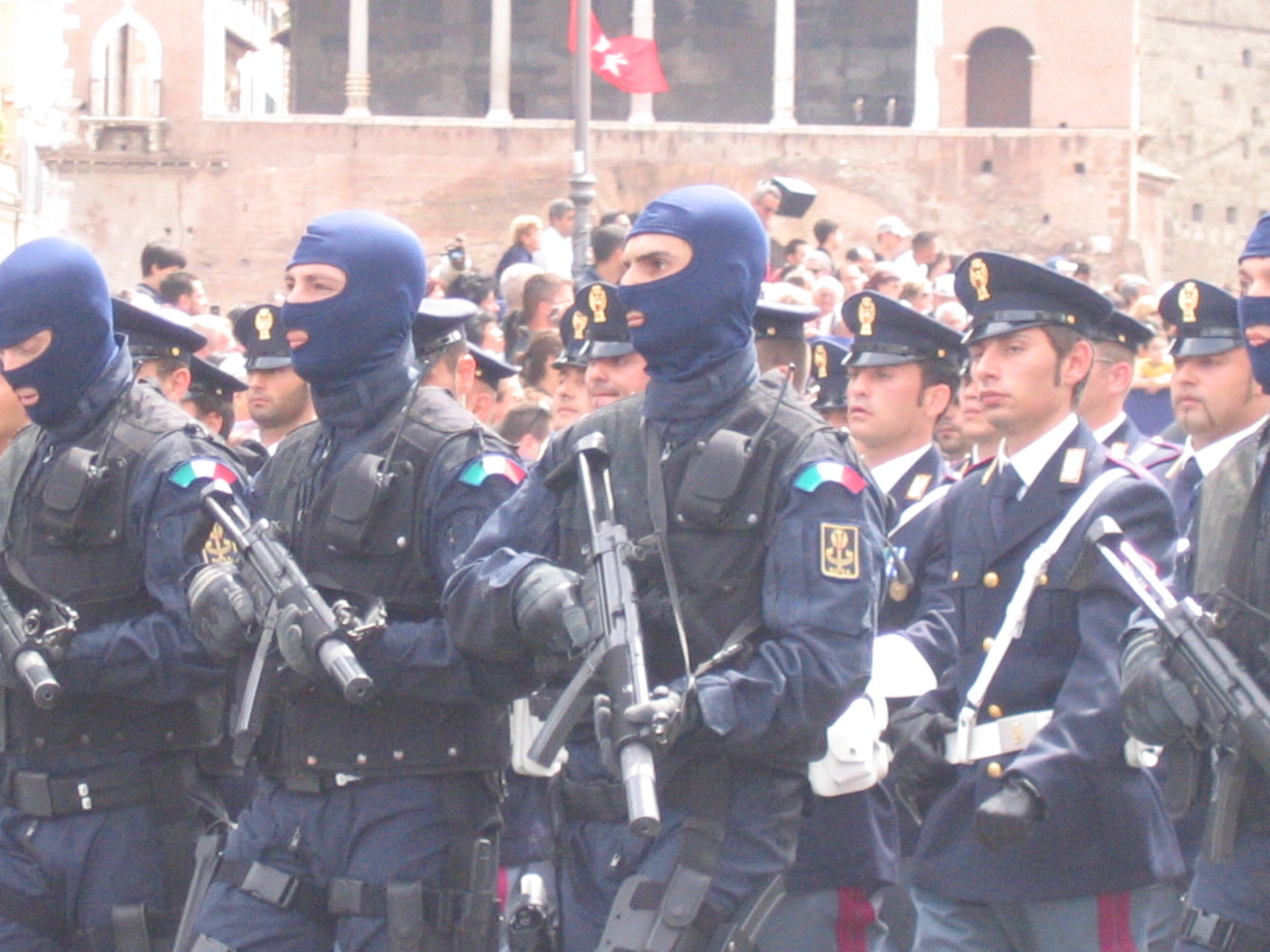
Tre agenti del NOCS con equipaggiamento tattico e pistola mitragliatrice MP5 alla parata del 2 giugno

L'equipaggiamento è sempre mantenuto all'avanguardia tecnologica: l'arma corta individuale è la Beretta PX4, in dotazione con la pistola mitragliatrice MP5 o dalla MP7. L'arma bianca individuale è il coltello Silente della ditta italiana Extrema Ratio. I NOCS inoltre sono dotati di Benelli M4, fucili d'assalto HK416 e HK417, mentre i tiratori scelti hanno in dotazione il H-S Precision 2000 HTR, il Victrix Scorpio, il Sako TRG-22 e il Victrix Pugio.
Gli agenti sono equipaggiati anche con ordigni a effetto abbagliante-stordente (flashbang) e fumogeno (come i lanciatori Milkor MGL), oltreché con esplosivi al plastico per l'irruzione.
Le telecomunicazioni sono assicurate da apparati leggeri e potenti, dotati di auricolare per non intralciare l'attività dell'agente.
Il NOCS dispone inoltre di una eccellente dotazione di reparto che consiste in diversi materiali dalla tecnologia all'avanguardia, come visori notturni e termo-camere per mantenere la capacità operativa ai massimi livelli.

## Veicoli
Il NOCS dispone di un parco macchine composto da veicoli in borghese, tra cui Jeep, Land Rover, Pick-up di vario tipo, BMW X5 e altri veicoli blindati.

## L'uniforme
La loro divisa è una tuta operativa blu con una mezzaluna colorata a bandiera italiana o con la scritta "POLIZIA" poco sopra il distintivo del reparto riportante il motto Sicut Nox Silentes (silenziosi come la notte).
La tuta si completa con una combat vest formata da un gilet con tasconi e un cinturone che ospita la fondina della pistola (in genere cosciale). Esiste una variante a questa divisa: la tuta mimetica, anch'essa in un unico pezzo e anch'essa completata da una combat vest ma in colorazione vegetata.
In entrambe le configurazioni è previsto un passamontagna ignifugo per ovviare a bruciature e per mantenere l'anonimato dell'agente.
I sistemi di protezione individuale sono costituiti da giubbotti antiproiettile e maschere o schermi facciali di diverso grado di protezione.
Inoltre le nuove tenute si completano con delle combat vest avanzate di tipo carrier e di un elmetto antiproiettile di tipo Mich 2001. La tuta mimetica è in colorazione MultiCam.